# Gemünden (Felda)
Gemünden (Felda) è un comune tedesco di 2 760 abitanti situato nel land dell'Assia.